# Dubovka (Psáře)
Dubovka je malá vesnice, část obce Psáře v okrese Benešov. Nachází se asi 2,5 km na jihovýchod od Psáří. V roce 2009 zde bylo evidováno 19 adres. Dubovka leží v katastrálním území Psáře o výměře 8,3 km².

## Historie
První písemná zmínka o vesnici pochází z roku 1471.

## Další fotografie

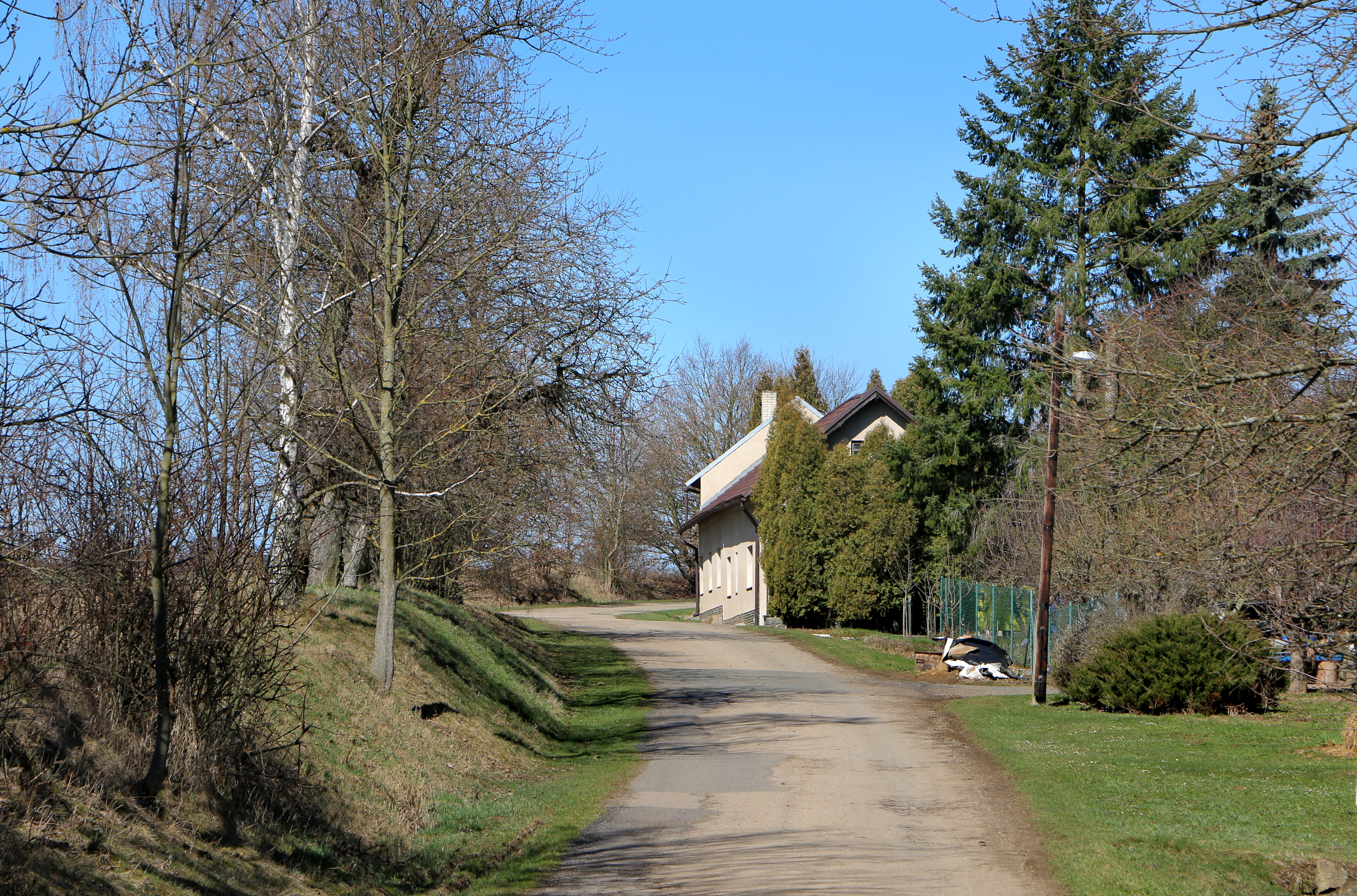
Příjezdová silnice
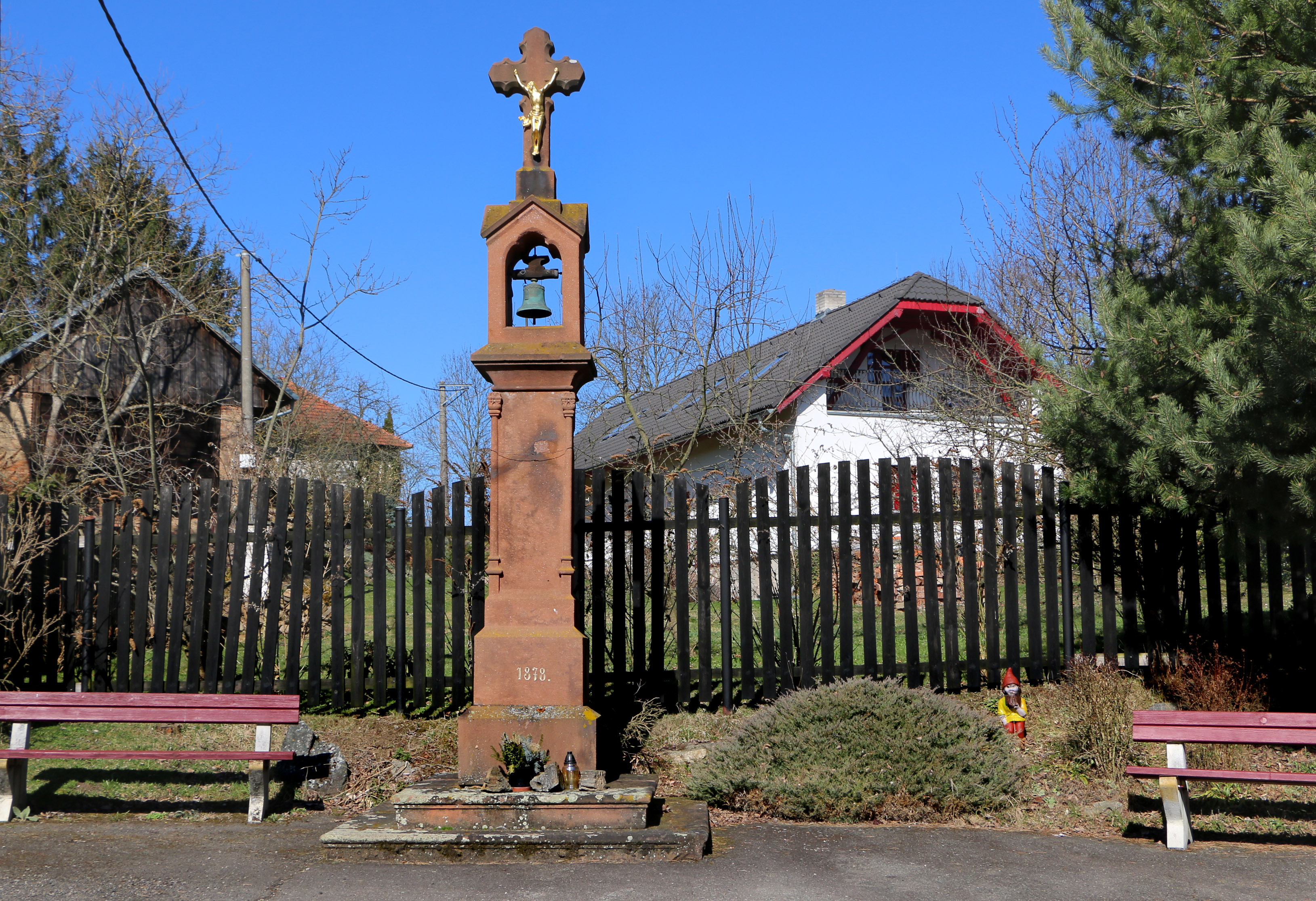
Zvonička na návsi
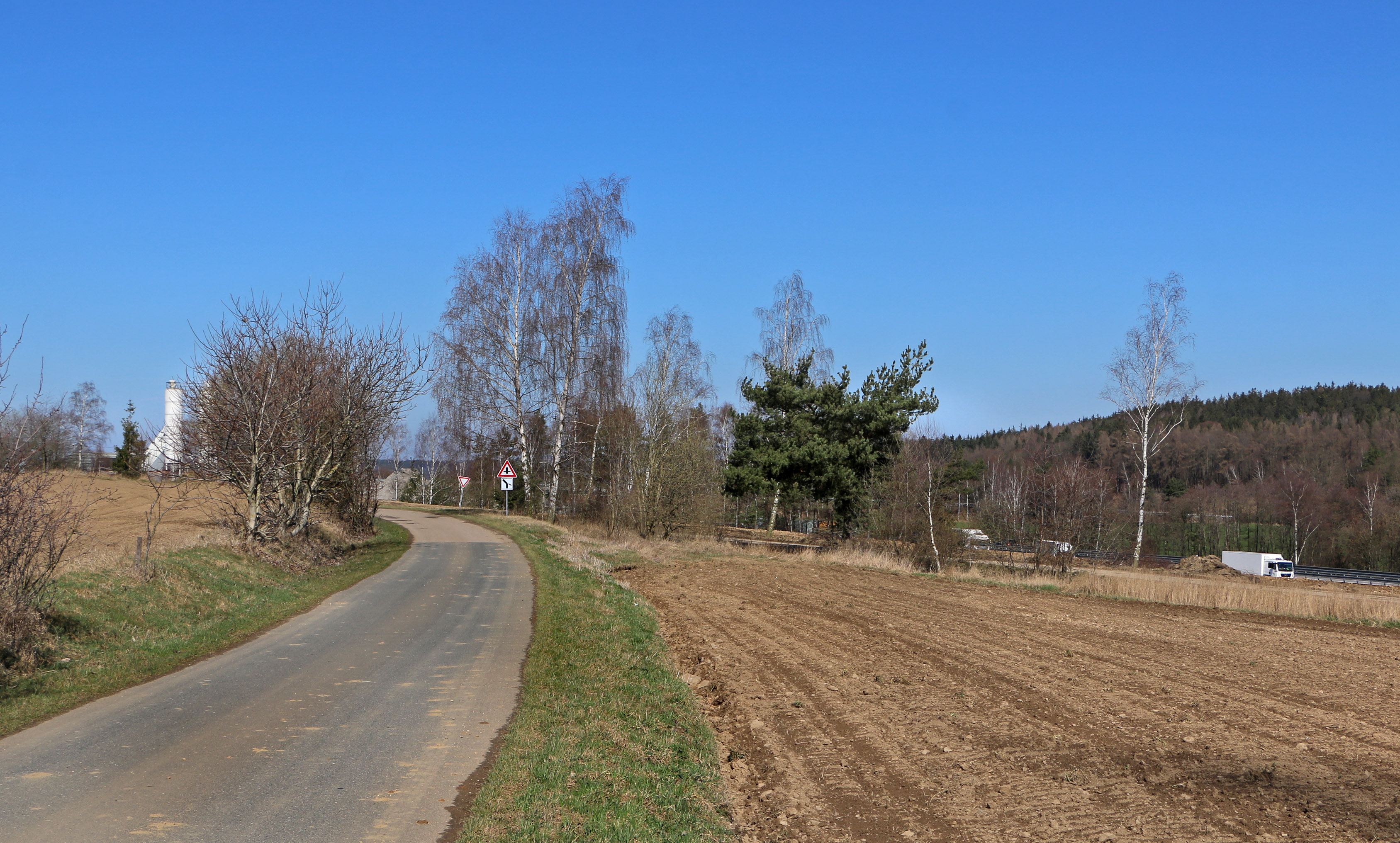
Silnice od vesnice, vpravo dálnice D1